# 阿部昭 (歴史学者)
阿部 昭（あべ あきら、1943年〈昭和18年〉5月1日 - 2021年〈令和3年〉11月16日）は、日本近世史の研究者。

## 来歴
1943年、栃木県足利市に生まれる。1966年に東京教育大学文学部史学科日本史学専攻を卒業後、黒磯高等学校や宇都宮女子高等学校で県立高等学校教諭を務める。栃木県立文書館の1986年設立に際しては、指導主事として尽力し、1987年4月に国士舘大学文学部国史学専攻助教授に就任した。
1992年4月に同学の教授に就任し、学部長（2000年4月 - 2004年4月）、2004年からは法人常任理事を歴任したが、2013年3月をもって法人理事および教授職から退いた。
このほか、栃木県文化財保護審議会委員（1990年7月 - 2014年3月）、宇都宮市文化財保護審議会委員（1994年7月 - 2016年9月、うち2011年4月以降は同委員長）や国指定史跡整備指導委員会委員などの公職を務め、大学を退職してからも後に筋萎縮性側索硬化症（ALS）を発症するまで栃木県の文化・教育振興に携わり続けた。
2021年11月16日に病気のため死去。78歳没。戒名は顕学院福聚昭徳清浄大居士。

## 著書

### 単著
- 『下野の老農――小貫万右衛門』（下野新聞社、1982年）
- 『近世村落の構造と農家経営』（文献出版、1988年）
- 『江戸のアウトロー――無宿と博徒』（講談社選書メチエ、1999年）

### 共著
- 『栃木県史 通史編4』（栃木県、1981年）
- 『栃木県史 通史編5』（栃木県、1984年）
- 『藤原町史 通史編』（藤原町、1983年）
- 『真岡市史 通史編近世』（真岡市、1988年）

### 編集
- 『日本農書全集 第22巻』（農山漁村文化協会、1980年）
  - うち小野万右衛門著「農家捷径抄（下野） 」の翻刻・現代語訳・解題を担当（須永昭の筆名）。

### 論文
- 「農村荒廃下における村方地主の存在形態」（『栃木県史研究』第10号所収、県史編纂委員会、1975年）
- 「近世における鬼怒川上流域の筏流し」（『徳川林政史研究所紀要 昭和60年度』所収、財団法人徳川黎明会、1986年）
- 「遊び日の編成と共同体機能」（津田秀夫編『近世国家と明治維新』所収、三省堂、1989年）